# Charles Bernadou
Pour les articles homonymes, voir Bernadou.
Charles Bernadou (Bayonne, 25 juin 1841 - Cauterets, 10 août 1901) est un écrivain et homme politique basque. 

## Biographie
Il naît dans une famille gasconne. Conseiller municipal à Bayonne entre 1893 et 1900, il s'intéresse à la culture et à l'histoire du Pays basque. Il promeut plusieurs événements en faveur de la langue basque, comme les fêtes de Saint-Jean-de-Luz ou celles d'Azpeitia. En 1895, il publie un livre intitulé Zazpiak Bat, dans lequel il présente le Pays basque en tant que nation.

## Œuvres
- Azpeitia, les fêtes euskariennes au pays de Saint-Ignace, Bayonne, Lamaignère, 1894[3]
- Zazpiak Bat, Bayonne, L. Lasserre, 1895[4]

Il publie aussi de nombreux articles dans des revues savantes telles que la Revue de Gascogne ou le Bulletin de la Société des Sciences, Lettres et Arts de Bayonne.